# إبراهيم شريف
إبراهيم شريف السيد ناشط سياسي بحريني، ويشغل منصب الأمين العام لجمعية العمل الوطني الديمقراطي (وعد).
في 17 مارس 2011، ألقي القبض على شريف في منزله في المنامة لدوره في الاحتجاجات في البحرين 2011، التي دعت إلى قدر أكبر من الحرية السياسية وحقوق الشيعة. وبعد وقت قصير من اعتقاله، ذكرت منظمة العفو الدولية بأنه تعرض للتعذيب على يد قوات أمن الدولة أثناء وجوده في الاعتقال. وطالبت بالإفراج الفوري عنه.